# Baré
El baré és una llengua amenaçada de les llengües arawak de l'Alt Amazones parlada pels barés.Aikhenvald (1999) informa que "només quedaven alguns parlants ancians" de baré pròpiament dit i que la varietat guinau estava extingida. Kaufman (1994) considera el baré pròpiament dit, guinau i marawá (actualment extingits) com a llengües diferents dins del grup baré com a part del grup Alt Amazones Central,
Baré és un nom genèric per a diverses llengües arawak de la zona, incloses les mandawaca, warekena, baniwa i piapoco. Kaufman, Aikhenvald i Ethnologue li donen el nom Baranawa. També es coneix com Ibini (un error tipogràfic per a Ihini ~ Arihini?).

## Fonologia

### Vocals
Les vocals poden presentar-se en tres formes; oral, nasal i sorda:
|         | Frontal | Central | Posterior |
| ------- | ------- | ------- | --------- |
| Tancada | i ĩ i̥   |         | u ũ u̥     |
| Mitjana | e ẽ e̥   |         |           |
| Oberta  |         | a ã ḁ   |           |

- Els sons vocàlics /a ã ḁ/, /e ẽ e̥/, i /u ũ u̥/ se senten com [ɵ ɵ̃ ɵ̥], [ɛ ɛ̃ ɛ̥], i [o õ o̥] quan es troben en posició àtona.
- /a/ s'escolta com un so posterior [ɑ] frdpt´rd fr /w/.

### Consonants
|            |           | Labial | Alveolar | Palatal | Velar | Glotal |
| ---------- | --------- | ------ | -------- | ------- | ----- | ------ |
| Oclusives  | sorda     | p      | t        |         | k     |        |
| Oclusives  | aspirada  | pʰ     | tʰ       |         | kʰ    |        |
| Oclusives  | sonora    | b      | d        |         |       |        |
| Africada   | sorda     |        |          | t͡ʃ      |       |        |
| Africada   | aspirada  |        |          | t͡ʃʰ     |       |        |
| Fricativa  | Fricativa |        | s        |         |       | h      |
| Nasal      | sorda     | m̥      | n̥        |         |       |        |
| Nasal      | sonora    | m      | n        |         |       |        |
| Bategant   | Bategant  |        | ɾ        |         |       |        |
| Aproximant | sorda     | w̥      |          | j̊       |       |        |
| Aproximant | sonora    | w      |          | j       |       |        |

- Els sons /t, n/ es realitzen com a dentals i palatals [t̪, ɲ] abans i després der /i/.
- /d/ es realitza com a africada [d͡ʒ] davant les vocals anteriors.
- /ɾ/ pot tendir a fluctuar fins a una [ɫ] velaritzada en variació lliure.[5]